# ТВ «Сибирь»

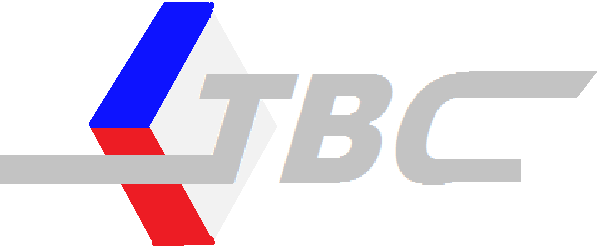
Логотип телекомпании

ТВ «Сибирь» — первая независимая телекомпания СССР и России. Существовала с 1989 по 1993 год в городе Барнауле — столице Алтайского края. Зона вещания — Барнаул.
Передачи телекомпании выходили на третьей кнопке краевого телевидения (7-м метровом канале) по окончании официального вещания и отличались политической остротой и злободневностью. Во время путча 1991 года активно поддерживала сторонников демократии, став одной из первых трибун тогда ещё молодого Владимира Рыжкова.
Телекомпания НТВ использовала учредительные документы ТВ «Сибирь» при регистрации.
Первый директор, ведущий — Павел Черепанов. После того, как он занялся бизнесом и уехал в Москву, ведущим стал писатель Анатолий Кирилин.